# Tiga Jaya
Tiga Jaya is een bestuurslaag in het regentschap Lampung Barat van de provincie Lampung, Indonesië. Tiga Jaya telt 2503 inwoners (volkstelling 2010).